# Iaminauà
El iaminauà o yaminawá és una llengua de la família pano a l'oest central del Brasil pel poble yaminawa i altres relacionats. Constitueix un extens continu dialectal. Els dialectes registatss són  dos o més dialectes yaminawa brasiler, yaminawa peruà, Chaninawa, Chitonawa, Mastanawa, Parkenawa (= Yora o "Nawa"), Shanenawa (Xaninaua, = Katukina de Feijó), Sharanawa (= Marinawa), Shawannawa (= Arara), Yawanawá, Yaminawa-arara (obsolet; molt similar al Shawannawa/Arara), Nehanawa†).
Molt pocs yaminawá parlen espanyol o portuguès, tot i que els shanenawa han canviat majoritàriament al portuguès.

## Fonologia
Les vocals del Yaminawa són /a, i, ɨ, u/. El yaminawa té /ɯ/ en comptes de /u/. Sharanawa, Yaminawa, i Yora tenen contraparts nasalitzades per a cadascuna de les vocals i demostren una nasalització contrastiva.
|            | Bilabial | Alveolar | Retroflexa | Palatal | Velar | Glotal |
| ---------- | -------- | -------- | ---------- | ------- | ----- | ------ |
| Oclusiva   | p        | t        |            |         | k     |        |
| Africada   |          | t͡s       |            | t͡ʃ      |       |        |
| Fricativa  | β        | s        | ʂ          | ʃ       |       | h      |
| Nasal      | m        | n        |            |         |       |        |
| Aproximant |          |          |            | j       | w     |        |
| Bategant   |          | ɾ        |            |         |       |        |

El yawanawá té un inventari fonèmic similar al yaminawa, però utilitza una fricativa bilabial sonora /β/ en lloc de la fricativa bilabial sorda /ɸ/. Yawanawá i Sharanahua tenen un fonema addicional, l'aproximant labiovelar sonora /w/. El shanewana té una fricativa labiodental /f/ en comptes de /ɸ/.
El yaminawa té un to contrastiu, amb dos tons superficials, alt (H) i baix (L).

## Gramàtica
El yaminawa és un llenguatge polisintètic, principalment sufixant, que també utilitza alternances de composició, nasalització i to en la formació de paraules. El yaminawa presenta una ergivitat dividida; els noms i els pronoms de tercera persona són patrons al llarg de línies ergatives i absolutives, mentre que els pronoms de primera i segona persona segueixen línies nominatives-acusatives. La morfologia verbal del yaminawa és extensa i codifica significats afectius (emocionals) i categories com el moviment associat. El yaminawa també té un conjunt d'enclítics de referència de commutador que codifiquen relacions de subjecte iguals o diferents, així com relacions aspectuals entre la clàusula dependent (marcada) i la clàusula principal.